# Dagoberto III
Dagoberto III (698 circa – 715) è stato un re franco della dinastia dei Merovingi: regnò su tutti i Franchi di Neustria, Burgundia e Austrasia, dal 711 d.C. sino alla morte.

## Origini
Era l'unico figlio del re dei Franchi Sali della dinastia merovingia, Childeberto III e della moglie, di nome Ermenechilde (secondo lo storico francese Christian Settipani).

## Biografia
Childeberto, dopo 16 anni di regno, morì nel 711 d.C., l'anno delle grandi inondazioni, e secondo il continuatore anonimo del cronista Fredegario, come re di tutti i Franchi, gli succedette il figlio Dagoberto III, che era ancora ragazzino.
Non partecipò mai effettivamente al governo del paese ed è, per questo, ricordato tra i Re fannulloni: il potere rimase concentrato nelle mani del maggiordomo di palazzo Pipino di Herstal.
Nel 714 d.C., il maggiordomo di Neustria Grimoaldo fu assassinato e Dagoberto III, per volere di Pipino al suo posto nominò il figlioletto di Grimoaldo, Teodoaldo.
Alla morte di Pipino, nel dicembre del 714 d.C., scoppiò la lotta per il titolo di Maggiordomo tra il suo figlio di secondo letto, Carlo Martello, e la moglie Plectrude, sostenitrice dei diritti di suo nipote Teodoaldo, figlio di Grimoaldo.
In Neustria si iniziò una sedizione contro Teodoaldo e raccolto un esercito, nella foresta Cotia, vicino a Compiègne, i neustriani si scontrarono con lo smisurato esercito austrasiano di Teodebaldo che si diede alla fuga. Iniziò così, nel regno dei Franchi, un periodo di turbolenza e di guerra civile.
In Neustria fu nominato maggiordomo Ragenfrido.
Anche sotto il suo regno, continuò l'opera di evangelizzazione, voluta da papa Sergio I, di san Villibrordo della Frisia pagana.
Dagoberto III morì nel 715 d.C., dopo circa cinque anni di regno, e venne sepolto nell'Abbazia di Saint-Denis. Suo figlio, Teodorico IV, venne rinchiuso nell'abbazia di Chelles (verrà liberato e proclamato re solo nel 721): per volere di Ragenfrido, gli succedette il figlio di Childerico II, Chilperico II, che quando era bambino era stato tonsurato e rinchiuso in monastero, dove era vissuto col nome di Daniele.

## Matrimonio e discendenza
Dagoberto III aveva una moglie di cui non si conoscono né il nome né gli ascendenti, che gli diede un figlio:
- Teodorico (ca. 712 d.C.-737 d.C.), che fu re dei Franchi.

Alcune fonti gli attribuiscono anche un figlio illegittimo (infatti, nell'Ex historia episcoporum autissiodorensium è scritto che, per alcune fonti, il futuro re, Clotario IV, era figlio di Dagoberto III, mentre negli Annales Francorum Ludovici Dufour è scritto che c'era chi azzardava che era figlio di Dagoberto III):
- Clotario (?-719), re dei Franchi di Austrasia.

## Ascendenza
|                     |   |             | Genitori |  |  | Nonni |  |  | Bisnonni    |  |  | Trisnonni   |  |
|                     |   |             |          |  |  |       |  |  | Clodoveo II |  |  | Dagoberto I |  |
|                     |   |             |          |  |  |       |  |  | Clodoveo II |  |  | Dagoberto I |  |
|                     |   | Nantechilde |          |  |  |       |  |  | Clodoveo II |  |  |             |  |
| Teodorico III       |   |             |          |  |  |       |  |  | Clodoveo II |  |  |             |  |
|                     |   | Batilde     | …        |  |  |       |  |  |             |  |  |             |  |
|                     |   | Batilde     | …        |  |  |       |  |  |             |  |  |             |  |
|                     |   | Batilde     | …        |  |  |       |  |  |             |  |  |             |  |
| Childeberto III     |   | Batilde     |          |  |  |       |  |  |             |  |  |             |  |
|                     |   | …           | …        |  |  |       |  |  |             |  |  |             |  |
|                     |   | …           | …        |  |  |       |  |  |             |  |  |             |  |
|                     |   | …           | …        |  |  |       |  |  |             |  |  |             |  |
| Clotilde detta Doda |   | …           |          |  |  |       |  |  |             |  |  |             |  |
|                     |   | …           | …        |  |  |       |  |  |             |  |  |             |  |
|                     |   | …           | …        |  |  |       |  |  |             |  |  |             |  |
|                     |   | …           | …        |  |  |       |  |  |             |  |  |             |  |
| Dagoberto III       |   | …           |          |  |  |       |  |  |             |  |  |             |  |
|                     | … | …           |          |  |  |       |  |  |             |  |  |             |  |
|                     | … | …           |          |  |  |       |  |  |             |  |  |             |  |
|                     | … | …           |          |  |  |       |  |  |             |  |  |             |  |
| …                   | … |             |          |  |  |       |  |  |             |  |  |             |  |
|                     |   | …           | …        |  |  |       |  |  |             |  |  |             |  |
|                     |   | …           | …        |  |  |       |  |  |             |  |  |             |  |
|                     |   | …           | …        |  |  |       |  |  |             |  |  |             |  |
| Ermenechilde        |   | …           |          |  |  |       |  |  |             |  |  |             |  |
|                     |   | …           | …        |  |  |       |  |  |             |  |  |             |  |
|                     |   | …           | …        |  |  |       |  |  |             |  |  |             |  |
|                     |   | …           | …        |  |  |       |  |  |             |  |  |             |  |
| …                   |   | …           |          |  |  |       |  |  |             |  |  |             |  |
|                     |   | …           | …        |  |  |       |  |  |             |  |  |             |  |
|                     |   | …           | …        |  |  |       |  |  |             |  |  |             |  |
|                     |   | …           | …        |  |  |       |  |  |             |  |  |             |  |
|                     |   | …           |          |  |  |       |  |  |             |  |  |             |  |

### Fonti primarie
- (LA)  Fredegario, FREDEGARII SCHOLASTICI CHRONICUM CUM SUIS CONTINUATORIBUS, SIVE APPENDIX AD SANCTI GREGORII EPISCOPI TURONENSIS HISTORIAM FRANCORUM.
- (LA)  Annales Xantenses.
- (LA)  Annales Marbacenses.
- (LA)  Monumenta Germaniae historica: Chronicon Moissiacensis.
- (LA)  Monumenta Germaniae historica: Domus Carolingicae genealogia.
- (LA)  Rerum Gallicarum et Francicarum Scriptores, tomus tertius.
- (LA)  Annales Mettenses Priores.

### Letteratura storiografica
- Christian Pfister, La Gallia sotto i Franchi merovingi. Vicende storiche, in Storia del mondo medievale - Vol. I, Cambridge, Cambridge University Press, 1978,  pp. 688-711.